# 상탑초등학교
상탑초등학교(牀榻初等學校)는 대한민국 경기도 성남시 분당구 야탑동에 있는 공립 초등학교이다.

## 학교 연혁
- 1994년 5월 1일 초대 최돈명 교장선생님 취임
- 1994년 5월 1일 개교(10학급편성)
- 1997년 3월 1일 병설유치원 개원(40명)
- 1999년 12월 6일 본관5층 6개 교실 증축
- 2007년 3월 1일 특수학급 1학급 인가 편성
- 2007년 8월 25일 과학실, 방송실 리모델링
- 2007년 12월 30일 도서실 리모델링
- 2010년 3월 1일 제5대 박미순 교장 취임
- 2010년 9월 10일 다목적강당(목련관) 개관
- 2011년 3월 1일 경기도교육청지정 학교조직효율화 시범학교운영
- 2012년 9월 1일 경기도교육청지정 혁신학교 운영

## 참고 자료
- 상탑초등학교 - 한국교육학술정보원 학교알리미